# Sondalo
Sondalo es un municipio italiano situado en la provincia de Sondrio, en Lombardía. Tiene una población estimada, a fines de febrero de 2025, de 3882 habitantes.

## Evolución demográfica
| Gráfica de evolución demográfica de Sondalo entre 1861 y 2025 |
|                                                               |
| Fuente: ISTAT - Elaboración gráfica de Wikipedia              |